# Parabahita caudata
Parabahita caudata är en insektsart som beskrevs av Keti Maria Rocha Zanol 2001. Parabahita caudata ingår i släktet Parabahita och familjen dvärgstritar. Inga underarter finns listade i Catalogue of Life.